# Intibucá (departement)
Departamento de Intibucá är ett departement i Honduras. Det ligger i den västra delen av landet, 110 km väster om huvudstaden Tegucigalpa. Antalet invånare är 232 509. Arean är 3 123 kvadratkilometer.
Terrängen i Departamento de Intibucá är huvudsakligen bergig, men den allra närmaste omgivningen är kuperad.
Departamento de Intibucá delas in i kommunerna:

1. Camasca
2. Colomoncagua
3. Concepción
4. Dolores
5. Intibucá
6. Jesús de Otoro
7. La Esperanza
8. Magdalena
9. Masaguara
10. San Antonio
11. San Francisco de Opalaca
12. San Isidro
13. San Juan
14. San Marcos de Sierra
15. San Miguelito
16. Santa Lucía
17. Yamaranguila

Följande samhällen finns i Departamento de Intibucá:

- Colomoncagua
- Intibucá
- Jesús de Otoro
- La Esperanza
- Jiquinlaca
- Yamaranguila
- Camasca
- Azacualpa
- Magdalena